# 图古图伊斯科耶市镇
图古图伊斯科耶市镇（俄语：Муниципальное образование «Тугутуйское»）是俄罗斯联邦伊尔库茨克州埃希里特-布拉加特区所属的一个市镇。其下辖有个居民点，行政中心为图古图伊。据2016年统计，该市镇的人口为1170人。